# Kodiosoma otero
Kodiosoma otero là một loài bướm đêm thuộc phân họ Arctiinae, họ Erebidae.